# Trichomycterus chaberti
Trichomycterus chaberti är en fiskart som beskrevs av Durand, 1968. Trichomycterus chaberti ingår i släktet Trichomycterus och familjen Trichomycteridae. IUCN kategoriserar arten globalt som otillräckligt studerad. Inga underarter finns listade i Catalogue of Life.